# Söcking (Isen)
Söcking ist ein Gemeindeteil des Marktes Isen im oberbayerischen Landkreis Erding. 

## Lage
Die Einöde Söcking liegt knapp sieben Kilometer südöstlich des Isener Marktplatzes in der Gemarkung Thonbach.

## Bevölkerungsentwicklung
Um 1871 gab es in Söcking 14 Einwohner. Im Mai 1987 lebten dort acht Einwohner in zwei Wohngebäuden.
| Jahr      | 1871 | 1925 | 1950 | 1970 | 1987 |
| Einwohner | 14   | 16   | 17   | 11   | 8    |